# Jere Heino
Jere Tapani Heino (ur. 6 marca 1995) – fiński zapaśnik startujący w stylu wolnym. Zajął dwunaste miejsce na mistrzostwach świata w 2022. 
Ósmy na mistrzostwach Europy w 2017, 2021 i 2022. Dziesiąty na igrzyskach europejskich w 2019 i piętnasty w 2015. Trzeci na ME U-23 w 2018. Trzeci na ME juniorów w 2015 roku. 